# 延算寺

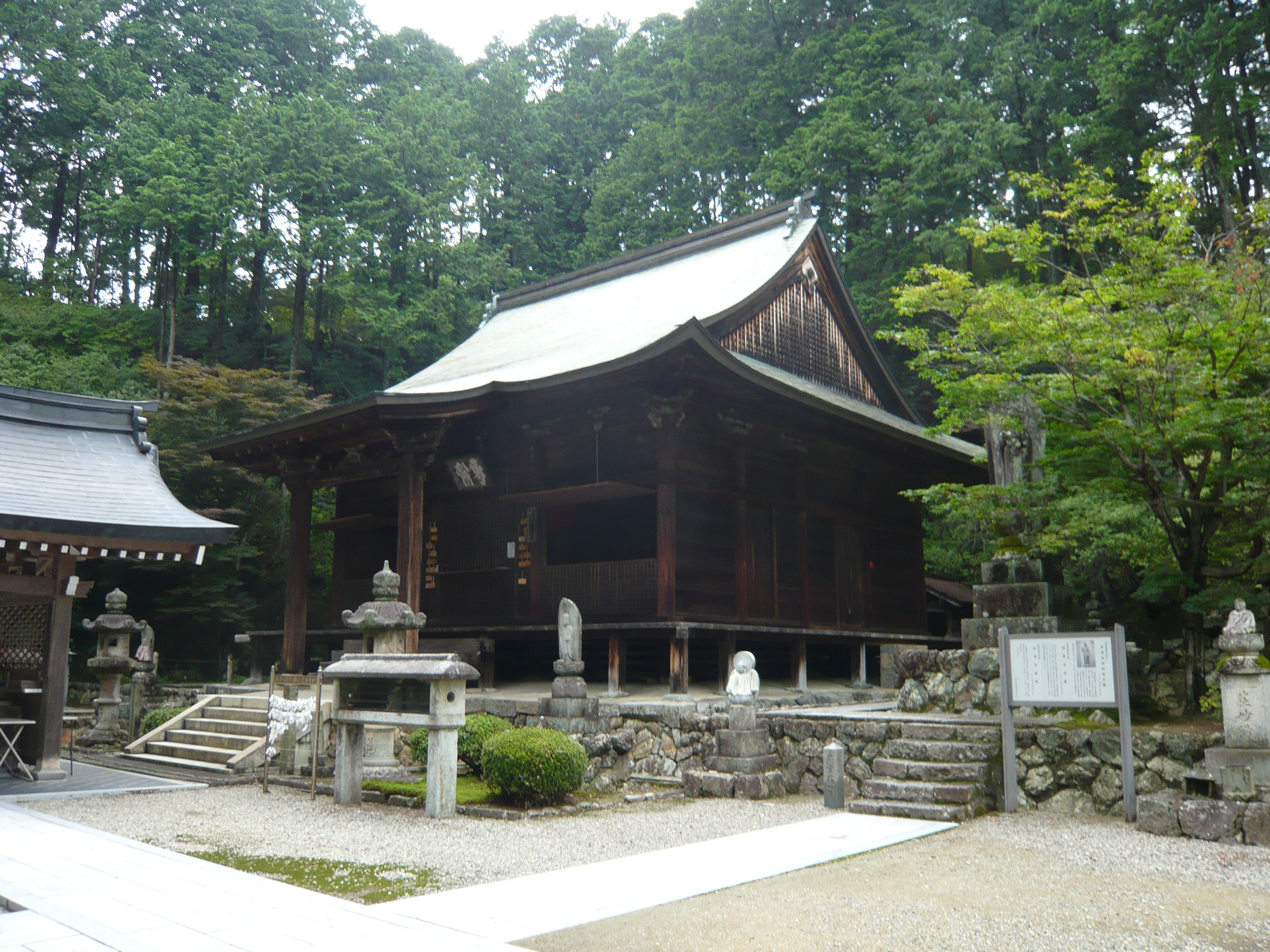
延算寺本堂（県重要文化財）

延算寺（えんさんじ）は、岐阜県岐阜市にある高野山真言宗準別格本山の寺院である。山号は岩井山。本坊と東院とは500m程離れている。ここでは本坊と東院の双方について記述する。
本坊の本尊は薬師如来。別名を「たらい薬師」という。東院の本尊は薬師如来。別名を瘡神薬師（かさかみやくし）という。美濃四国札所であり、延算寺東院は八十番札所。延算寺本坊は八十五番札所。皮膚病に利益があるといわれ、東院には皮膚病に効果があるという霊水がある。

## 沿革
伝承によれば、815年（弘仁6年）、空海がこの地で霊水を見つけ、薬師如来を祀ったのが起源であるという。
地元に伝わる昔話によると、805年（延暦24年）、唐から帰国した最澄が因幡国岩井郡岩井に滞在し、クスノキで3体の薬師如来像を彫り上げた。そのうち一体が空を飛び、美濃国岩井で座禅を組んでいた僧侶の前に現れたという。驚いた僧侶は像をお祀ろうとしたが粗末な仏堂しか造れず、地元の農民が用意した新しい盥の上に安置したという。このことから、「たらい薬師」と呼ばれるようになったという。空海がこの地を訪れた際、この薬師如来をお祀りする寺を建立し、薬師如来を盥の上に安置した僧侶は空海の弟子となったという。
864年（貞観6年）、定額寺となる。
昌泰年間頃、天然痘（皮膚病の説あり）を患った小野小町が、お告げにより疱疹、瘡を直すために延算寺に7日間こもる。夢で「東に霊水がある。その水を体にすり込むと良い。」とお告げを聞き、その水をすり込むと完治する。この際、その霊水に延算寺の薬師如来を模した石仏を祀ったという。これが東院の始まりであると伝えられている。
かつては大規模な伽藍であったというが、幾たびかの戦火で焼失する。現在の本堂は1643年（寛永20年）再建である。

## 文化財
重要文化財（国指定）
- 木造薬師如来立像（平安時代初期）

最澄が因幡国岩井郡（現鳥取県岩美郡岩美町）の温泉（岩井温泉と推測される）のクスノキから彫り上げた3体の薬師如来像の一つであると伝承する。元来は岩井廃寺（鳥取県岩美郡岩美町に存在した奈良時代前期の寺院。正式名は弥勒寺）の薬師如来像であったという説がある。
岐阜県指定重要文化財
- 本堂 （江戸時代初期）

岐阜市指定文化財
- 紙本水墨白隠筆白衣観音像[2]
- 板戸絵[2]6枚
- 木造四天王立像[2]
- 延算寺鐘楼[2]

岐阜市指定天然記念物
- 延算寺のヤマモモ[2]
- 延算寺のコバノミツバツツジ群落[2]

## 所在地
- 本坊：岐阜県岐阜市岩井2丁目1-25
- 東院：岐阜県岐阜市岩井3丁目4-1

## 交通アクセス
岐阜バス「岩井山かさ神」バス停または「岩井山かさ神口」バス停が最寄である。「岩井山かさ神」バス停から本坊までは徒歩10分、東院までは徒歩1分。
- JR岐阜駅バスターミナル
  - 13番のりば 加野団地線
    - 「N32 岩井山かさ神」行き[注釈 1]
終点:「岩井山かさ神」バス停下車
    - 「N33 三輪釈迦前」行き又は「N35 岐阜ファミリーパーク」行き
「岩井山かさ神口」バス停下車

  - 8番のりば 加野団地線[注釈 2]
    - 「C32 三輪釈迦前」行き（忠節経由）
「岩井山かさ神口」バス停下車
- 名鉄岐阜のりば
  - 4番のりば 加野団地線
    - 「N32 岩井山かさ神」行き[注釈 3]
終点:「岩井山かさ神」バス停下車
    - 「N33 三輪釈迦前」行き又は「N35 岐阜ファミリーパーク」行き
「岩井山かさ神口」バス停下車

「三輪釈迦前」バス停へは高美線「N72 中濃庁舎」行きも通るが、「岩井山かさ神口」バス停は経由しないので注意。

## 参考画像

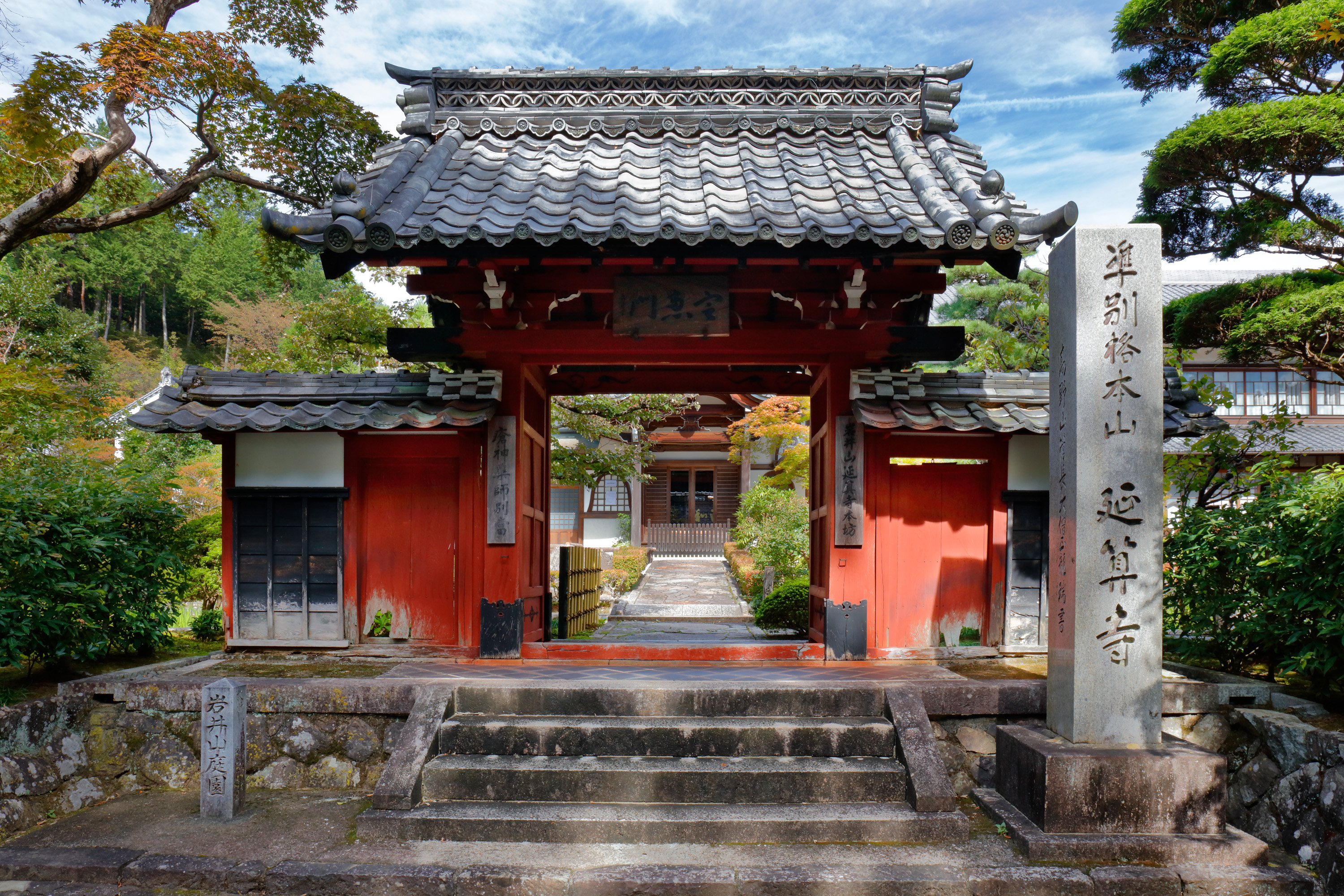
本坊-山門
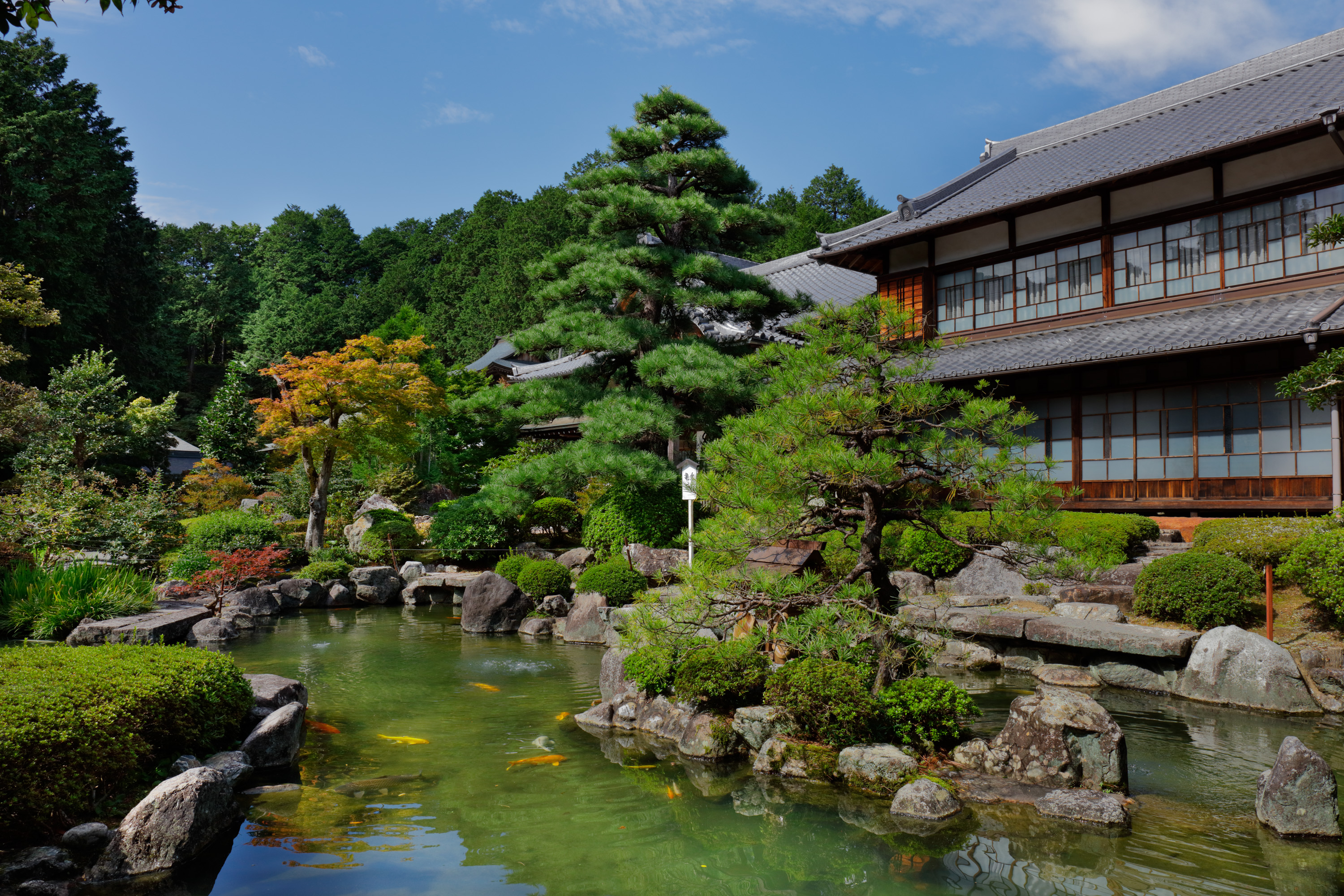
本院-岩井山庭園-客殿と南庭
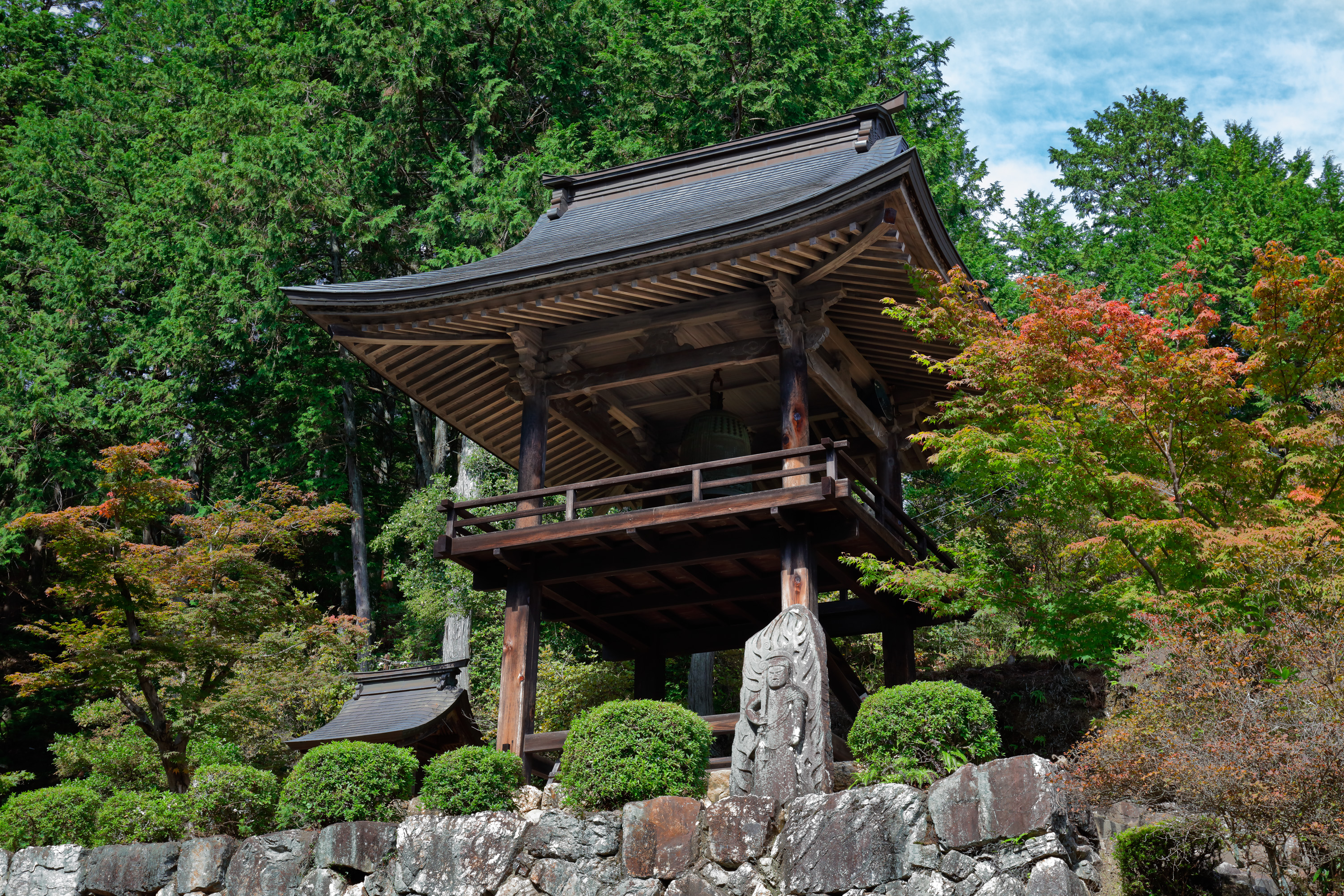
本院-鐘楼
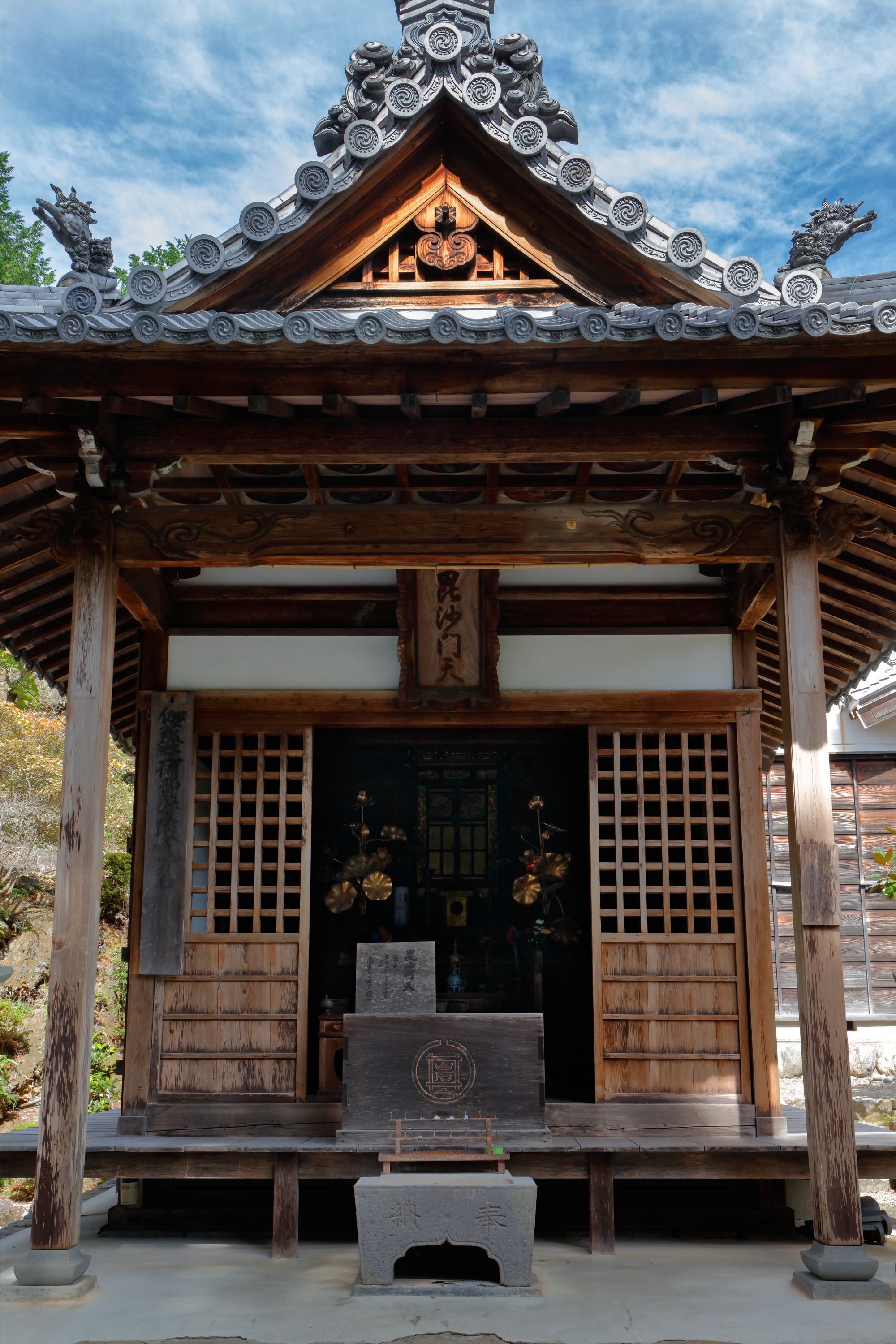
本院-毘沙門堂
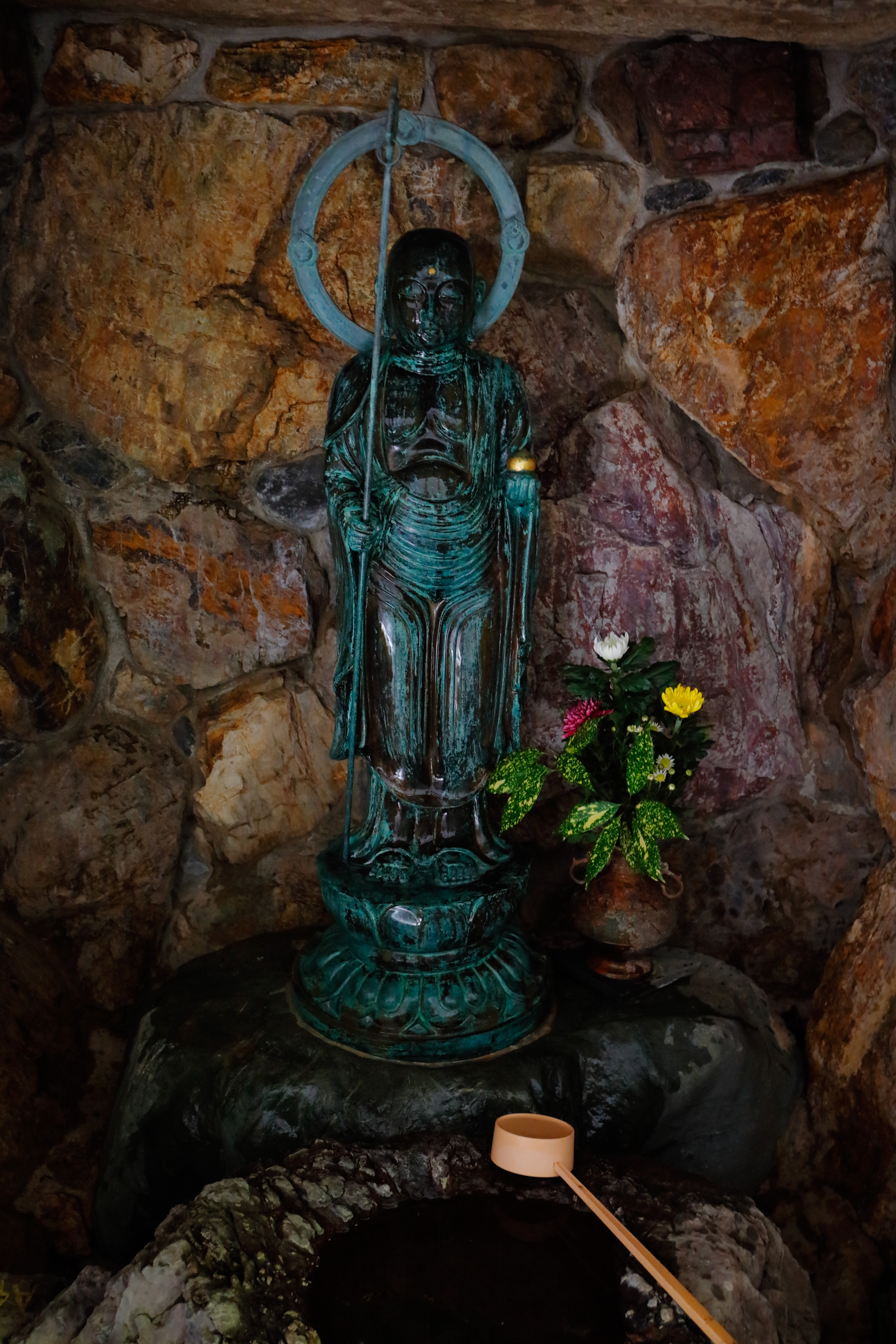
本院-水掛け地蔵
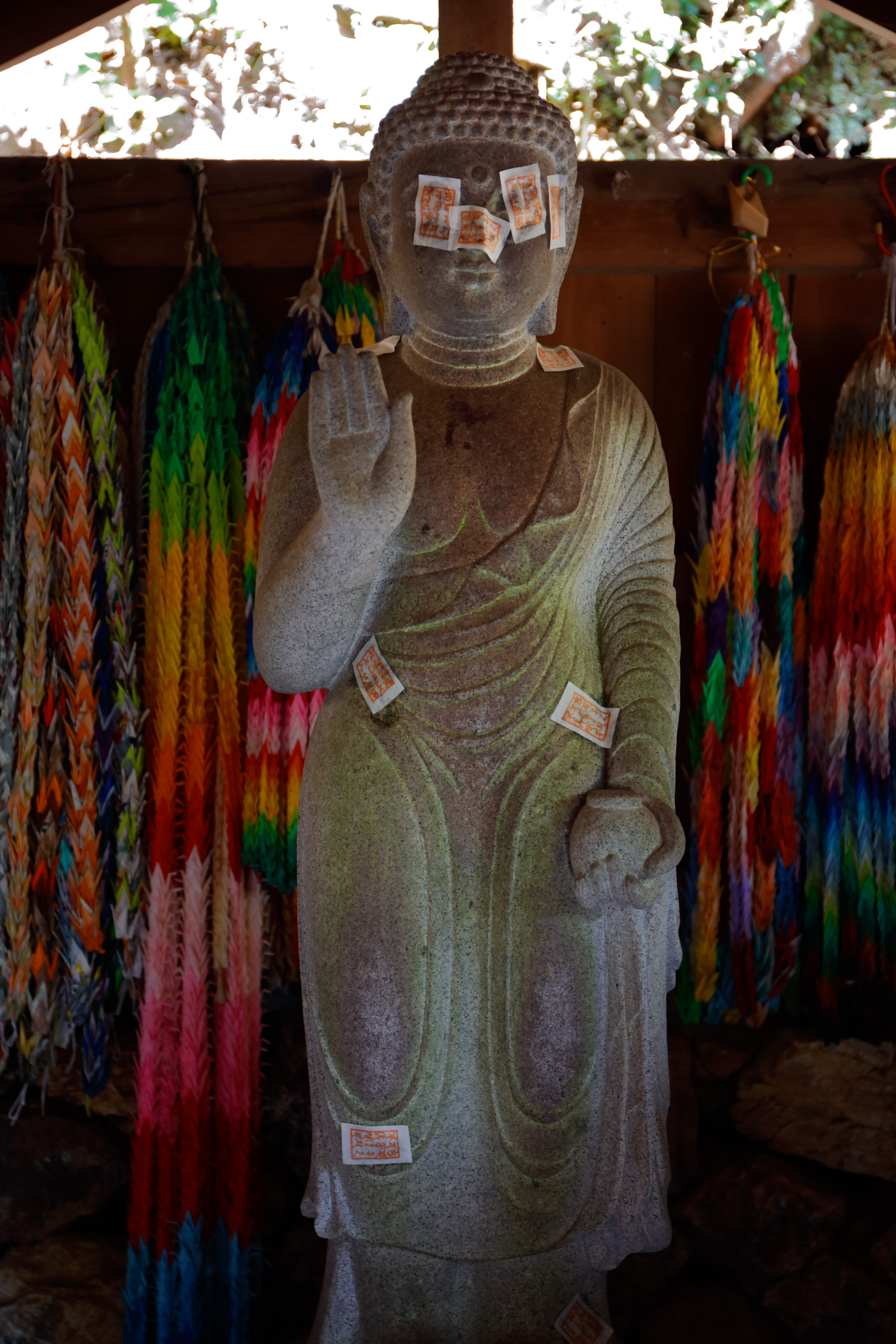
本院-身代り薬師
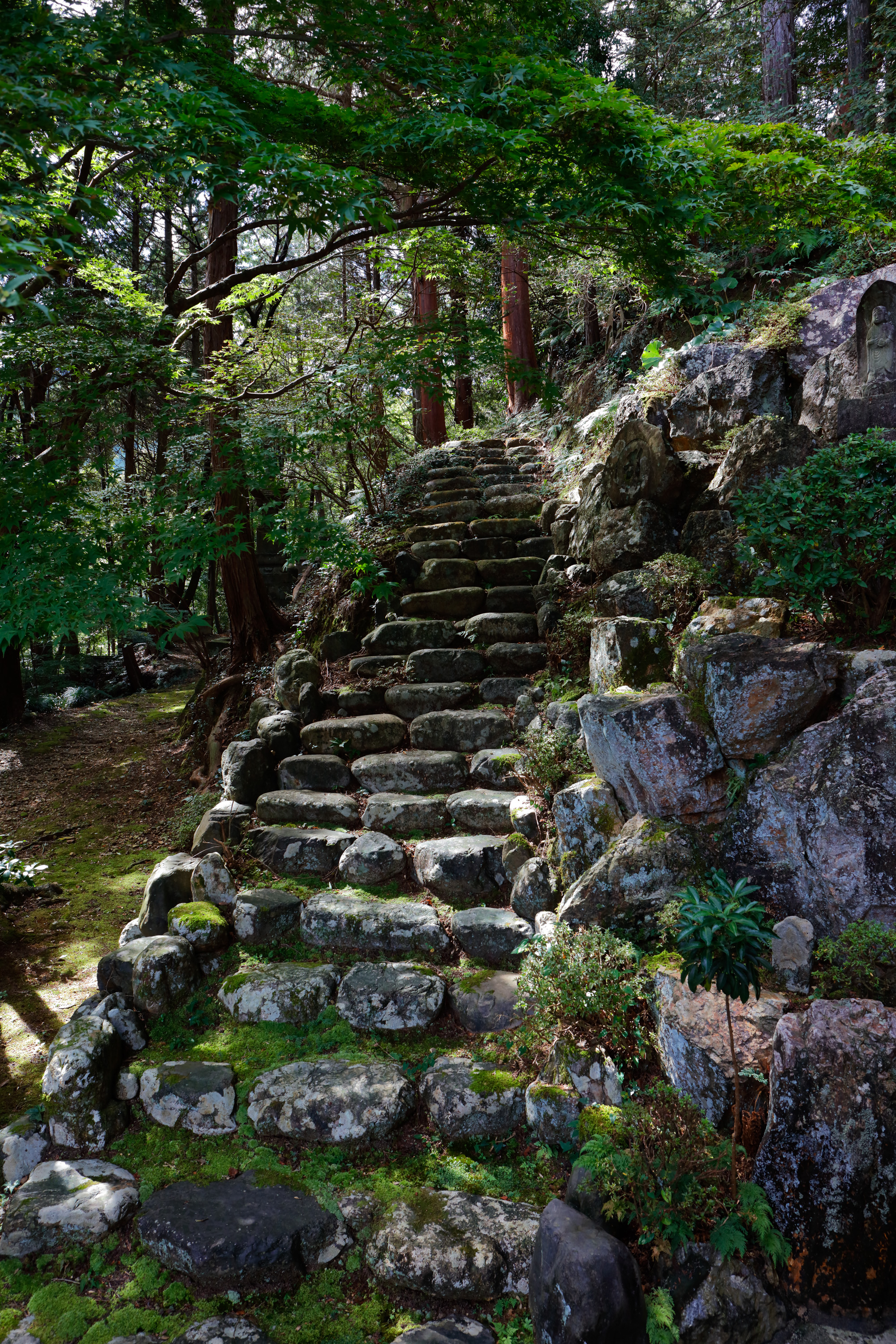
本院-まんだら山入り口
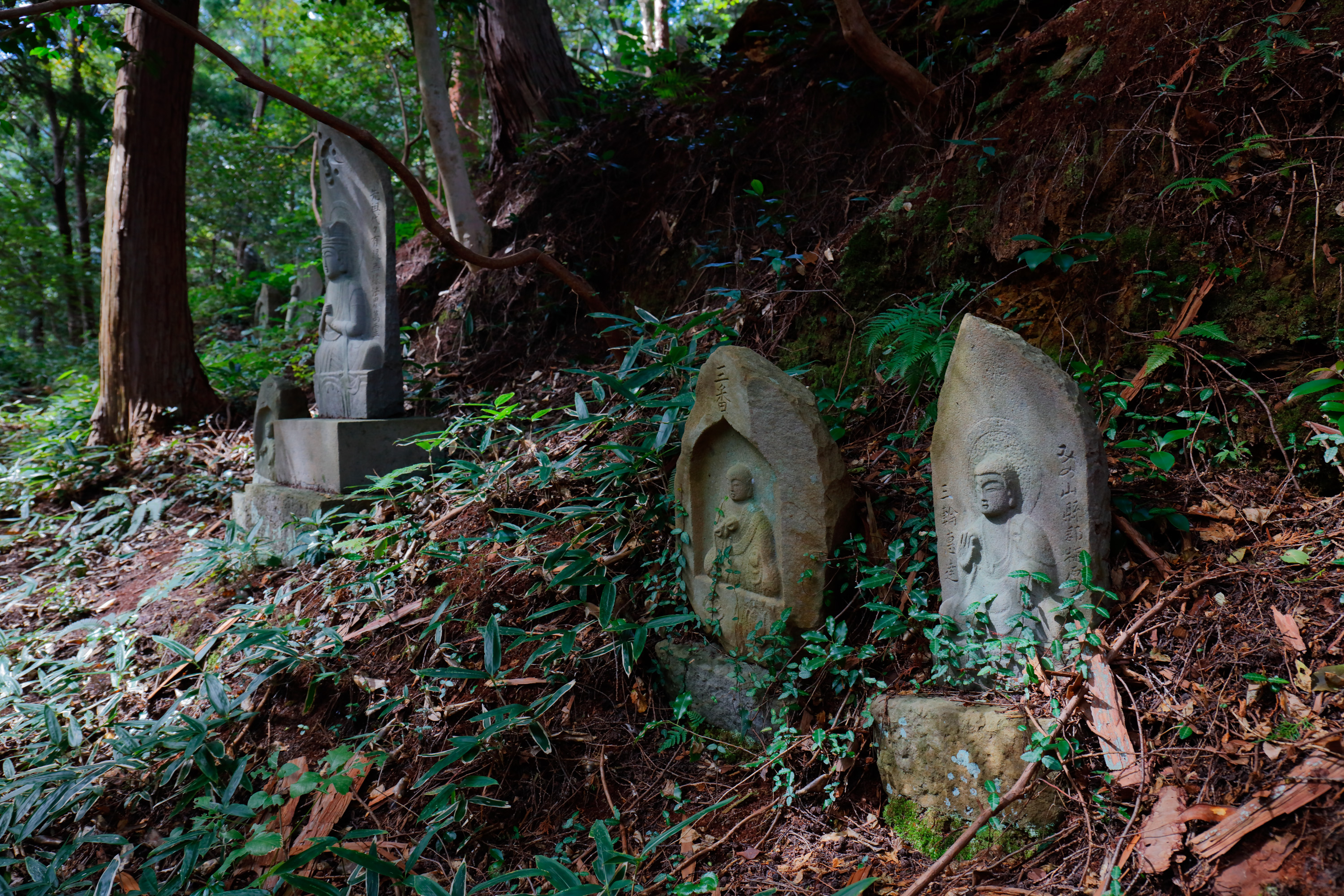
本院-まんだら山の石仏
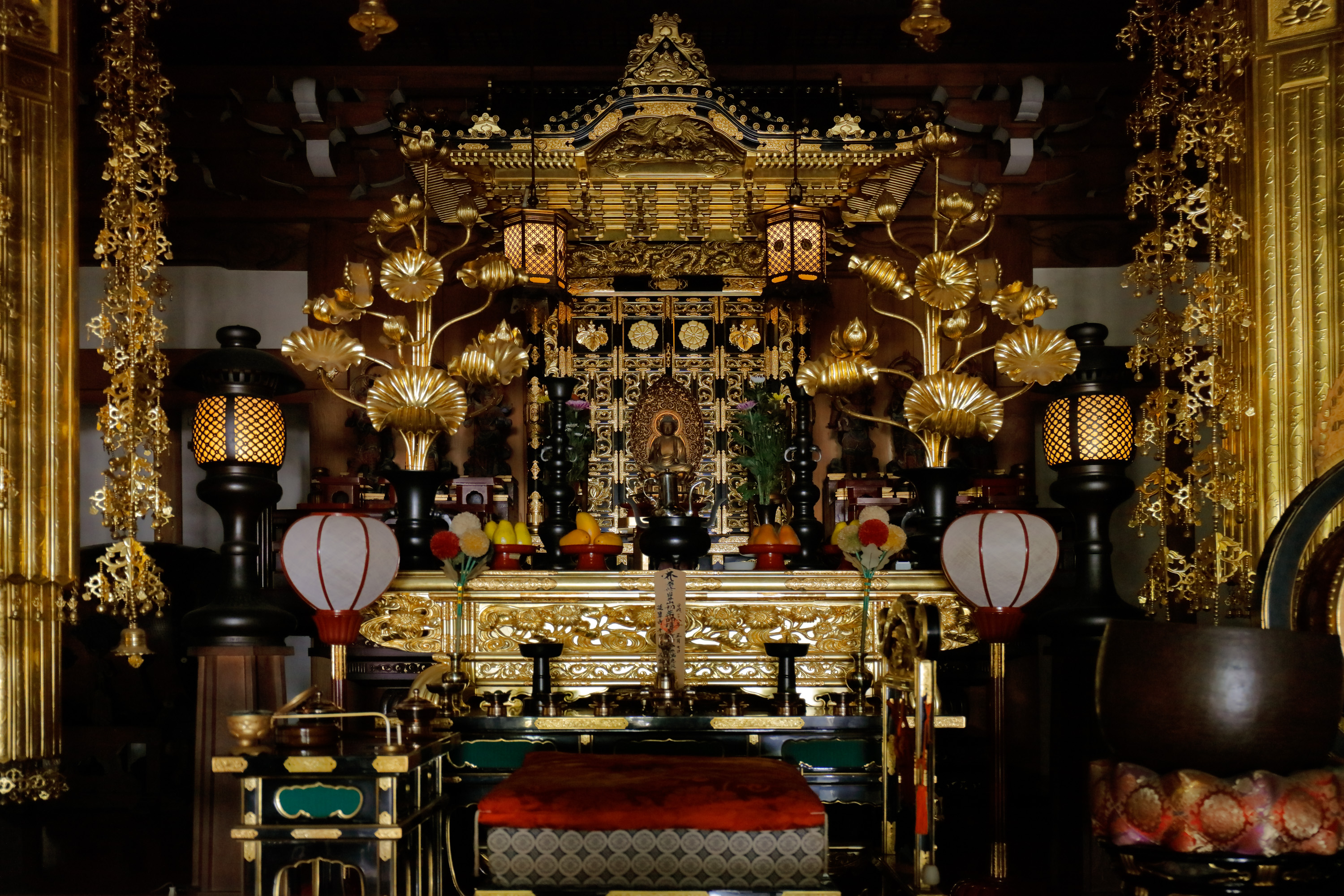
東院-本堂内部
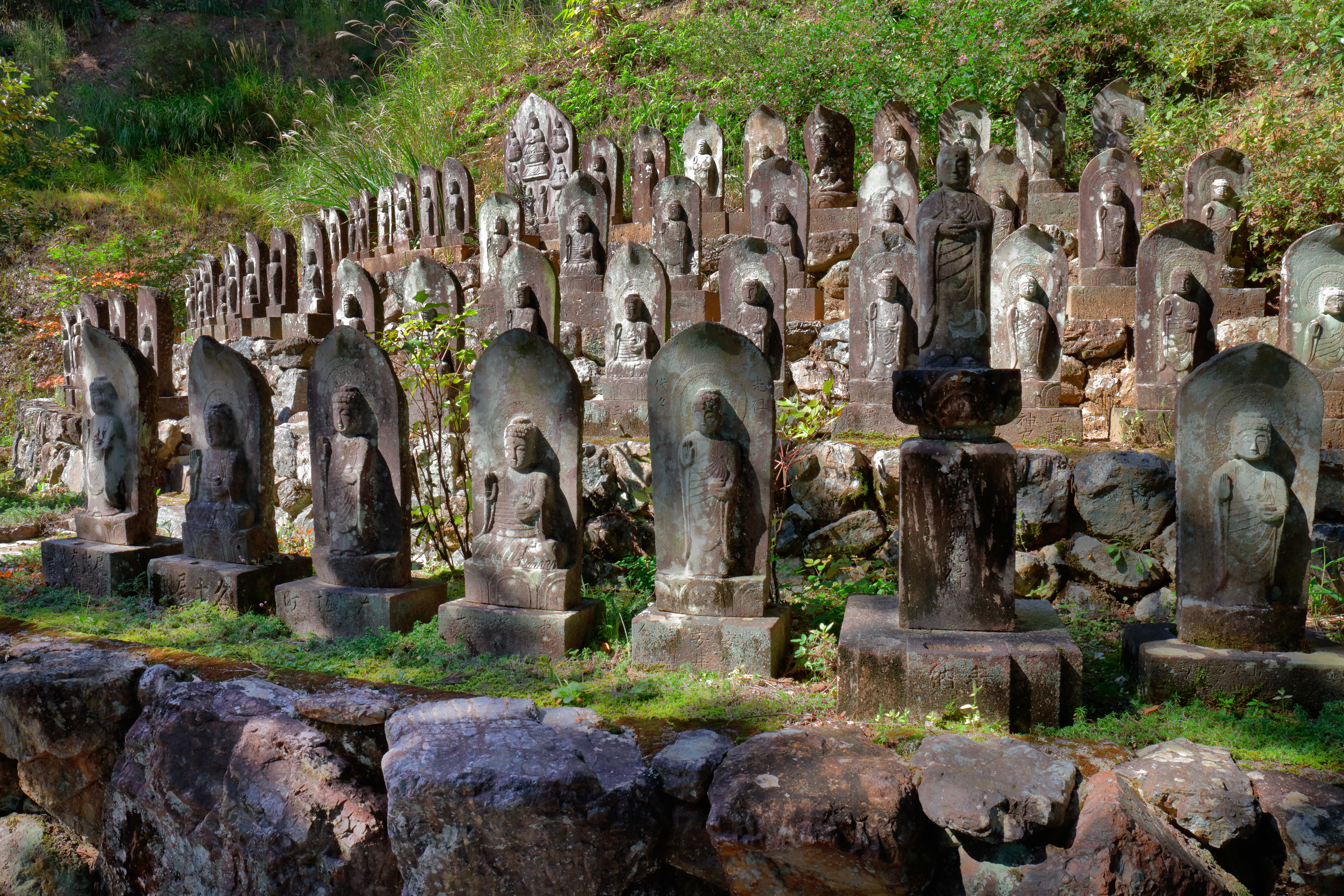
東院-七佛薬師、千体薬師の一部